# Гимнастический мост
Гимнасти́ческий мост (уменьш. разг. мо́стик) — вытянутое изогнутое положение тела, обращённого грудью вверх и опирающегося на поверхность ступнями и ладонями.

## «Мостик» в различных видах спорта

### Спортивная гимнастика
Мост — дугообразное, максимально прогнутое положение тела спиной к опоре. Различают мост, мост на одной руке, мост на одной ноге, мост на предплечьях, разноимённый мост (например, с опорой левой ногой и правой рукой), а также другие разновидности.

### Атлетика
Спортсмен, запрокинувшись назад, опирается на ступни ног и ладони рук, касаясь головой пола (или нет). В положении моста силовой акробат держит на себе различные пирамиды, атлет — большие тяжести.

### Классическая борьба
Выполнять борцовский мост — значит удерживать тело без опоры на руки, голова при этом максимально отведена назад до опоры на лоб. В борьбе мост используется как приём защиты.

### Йога
Называется «чакрасаной» и в переводе на русский язык означает «поза „колесо“».

В позицию вход осуществляется изначально лёжа на спине, пятками касаясь ягодиц. Ладони упираются в пол около головы. Затем тело поднимают, прогибаясь в форме дуги
.